# Швайнфурт 05
«Швайнфурт 05» (нем. 1. FC Schweinfurt 05) — немецкий спортивный клуб из одноимённого города. Имеет секции футбола, фистбола, хоккея на траве, бадминтона, мини-футбола, американского футбола и другие.
Наиболее известен своим футбольным клубом, который в промежуток между 1930-ми и 1970-ми годами успешно выступал в чемпионатах и кубке Германии. Воспитанники клуба Альбин Китцингер и Андреас Купфер были ключевыми игроками сборной Германии на Чемпионате мира 1938.
С сезона 2025/26 выступает в Третьей лиге.

## История

### Ранние годы. 1905–1931
В то время, когда футбол становился всё более популярным среди широких слоев населения, группа энтузиастов основала футбольный клуб «Швайнфурт 05» 5 мая 1905 года. Первый председатель клуба, Пепи Попп, нарисовал логотип клуба, который используется до сих пор.
Команда выступала в различных местных лигах до начала Первой мировой войны. Домашние матчи проходили в Хутразене к югу от реки Майн, где впоследствии выступал соперник VfR 07 Schweinfurt. В 1919 году «Швайнфурт 05» был вынужден переехать на новое поле возле Людвигсбрюкке и стал участником Крайслиги «Северная Бавария», но выбыл из неё после первого же сезона. Команда попыталась объединиться с Turngemeinde Schweinfurt von 1848, что продолжалось с 1921 по 1923 год, после чего оба клуба снова разошлись, и клуб стал называться 1. Fussball-Club Schweinfurt 1905, Verein für Leibesübungen e.V.
Хотя «Швайнфурт» не получил ожидаемой выгоды от кратковременного сотрудничества, его дела значительно улучшились после восстановления независимости. Число членов клубо сильно возросло, а в организации появились новые виды спорта. Футбольная команда принесла первые плоды в 1927 году, выиграв Кубок Нижней Франконии, и в 1931 году, став чемпионом Крайслиги «Нижняя Франкония».

### Успешные годы. 1931–1963
«Швайнфурт 05» вновь стал участником высшего дивизиона, вступив в Бециркслигу «Бавария». После введения Гаулиг в 1933 году клуб стал членом Гаулиги «Бавария», заняв 3-е место в Бецирсклиге. Кроме того, «Швайнфурт» выиграл Кубок Баварии в 1933 году, но уступил «Штутгарту» в финале Кубка Южной Германии.
В годы Гаулиги «Швайнфурт» достиг больших успехов, выиграв Гаулигу «Бавария» в 1939 и 1942 годах, благодаря чему принял участие в турнирах за звание чемпиона Германии. В 1939 году едва не попал в полуфинал, уступив «Дрезднеру», будущему чемпиону Германии в 1943 и 1944 году, в решающем матче группового этапа. В 1942 году уступил в раунде 1/8 финала против «Шутцштаффеля» (Страсбург).
В 1936 году клуб вышел в полуфинал Кубка Германии, где уступил «Шальке 04» со счётом 2:3. В том же году переехал на новый стадион «Вилли-Закс-Штадион» (сегодня просто «Закс-Штадион»), подаренный местным промышленником Вилли Заксом.
В то же время полузащитники команды Альбин Китцингер и Андреас Купфер стали известны в мировом футболе как один из лучших дуэтов полузащитников. Китцингер отличался хладнокровием и спокойствием при раздаче пасов, а Купфер — своими ударами. Оба были частью знаменитой сборной Германии, разгромившей Данию со счётом 8:0 в Бреслау 16 мая 1937 года. Год спустя они приняли участие на Чемпионате мира во Франции и в составе сборной Европы в товарищеском матче против сборной Англии на «Хайбери» в честь 75-летия футбольной ассоциации Англии.
Из-за Второй мировой войны «Швайнфурт 05» объединился с местной футбольной командой Люфтваффе в сезонах 1943/44 и 1944/45. В мае 1945 года по указанию оккупационных властей клуб был временно ликвидирован.
После войны восстановленный «Швайнфурт» присоединился к Оберлиге «Юг». В то же время впервые в немецком футболе появились контракты игроков  . Клуб оставался в Оберлиге вплоть до появления Бундеслиги в 1963 году. В матчах в честь 50-летия команды в 1955 году «Швайнфурт 05» смог проявить себя, обыграв действующего чемпиона Германии «Рот-Вайсс» (Эссен) и сыграв вничью с «Эвертоном» из Первого дивизиона английской Футбольной лиги. Клуб вышел в финал Кубка Южной Германии в 1957 и 1958 годах, уступив оба раза «Баварии» и «Штутгарту» соответственно.
Андреас Купфер надел капитанскую повязку в своём последнем матче за сборную ФРГ в 1950 году. Вратарь Гюнтер Бернард дважды сыграл за сборную в 1962 году, после чего перешёл в «Вердер» и был вызван на Чемпионат мира 1966.

### Второй дивизион. 1963–1976
«Швайнфурт 05» был одним из 46 западнонемецких клубов, подавших заявку на вступление в новосозданную Бундеслигу. Однако на основе их результатов на протяжении 12 сезонов Оберлиги клубу было отказано, и он был вынужден выступать в Региональной лиге «Юг», втором по силе дивизионе.
В сезоне 1965/66 «Швайнфурт» выиграл Региональную лигу и принял участие в стыковых матчах за выход в Бундеслигу, однако уступил в матчах против «Саарбрюккена», «Санкт-Паули» и победителя группы «Рот-Вайсса» (Эссен).
После создания Второй Бундеслиги в 1974 году клуб попал в дивизион «Юг», несмотря на 15-е место в предыдущем розыгрыше Региональной лиги. Перед своим первым сезоном во Второй Бундеслиге «Швайнфурт» подписал бывшего нападающего сборной ФРГ и лучшего бомбардира Бундеслиги Лотара Эммериха. Команда достигла отличного результата, заняв третье место и едва упустив возможность выхода в Бундеслигу.

### Между дивизионами. 1976–2016
После успешного сезона 1974/75 дела у клуба пошли плохо: неудовлетворительные результаты и финансовые проблемы опустили клуб сначала в Баварскую лигу (тогда — 3-й дивизион), а потом и в Ландеслигу «Бавария-Север» (4-й дивизион). «Швайнфурт 05» превратился в команду-лифт поднимаясь и опускаясь между третьим и четвёртым дивизионами, лишь ненадолго появляясь во Второй Бундеслиге в сезонах 1990/91 и 2001/02.
В 2004 году «Швайнфурт» был вынужден покинуть Региональную лигу «Юг» (3-й дивизион) по финансовым причинам, а в 2005 году был признан банкротом. Все результаты Баварской лиги (4-й дивизион) были аннулированы и клуб вылетел в пятый по силе дивизион.
Перестроившийся «Швайнфурт» успешно вернулся в Баварскую лигу в 2007 году. Вылетев в 2009 году в теперь уже шестую по силе Ландеслигу, клуб вернулся обратно уже спустя год. В сезоне 2011/12 «Швайнфурт 05» смог побороться за выход в новую Региональную лигу «Бавария» (4-й дивизион), но упустил возможность. Клуб, наконец, вышел напрямую в Региональную лигу, выиграв северный дивизион Баварской лиги. Первые три года в Региональной лиги отметились постоянной, но успешной, борьбой за выживание в лиге.

### Современная история. С 2016 года

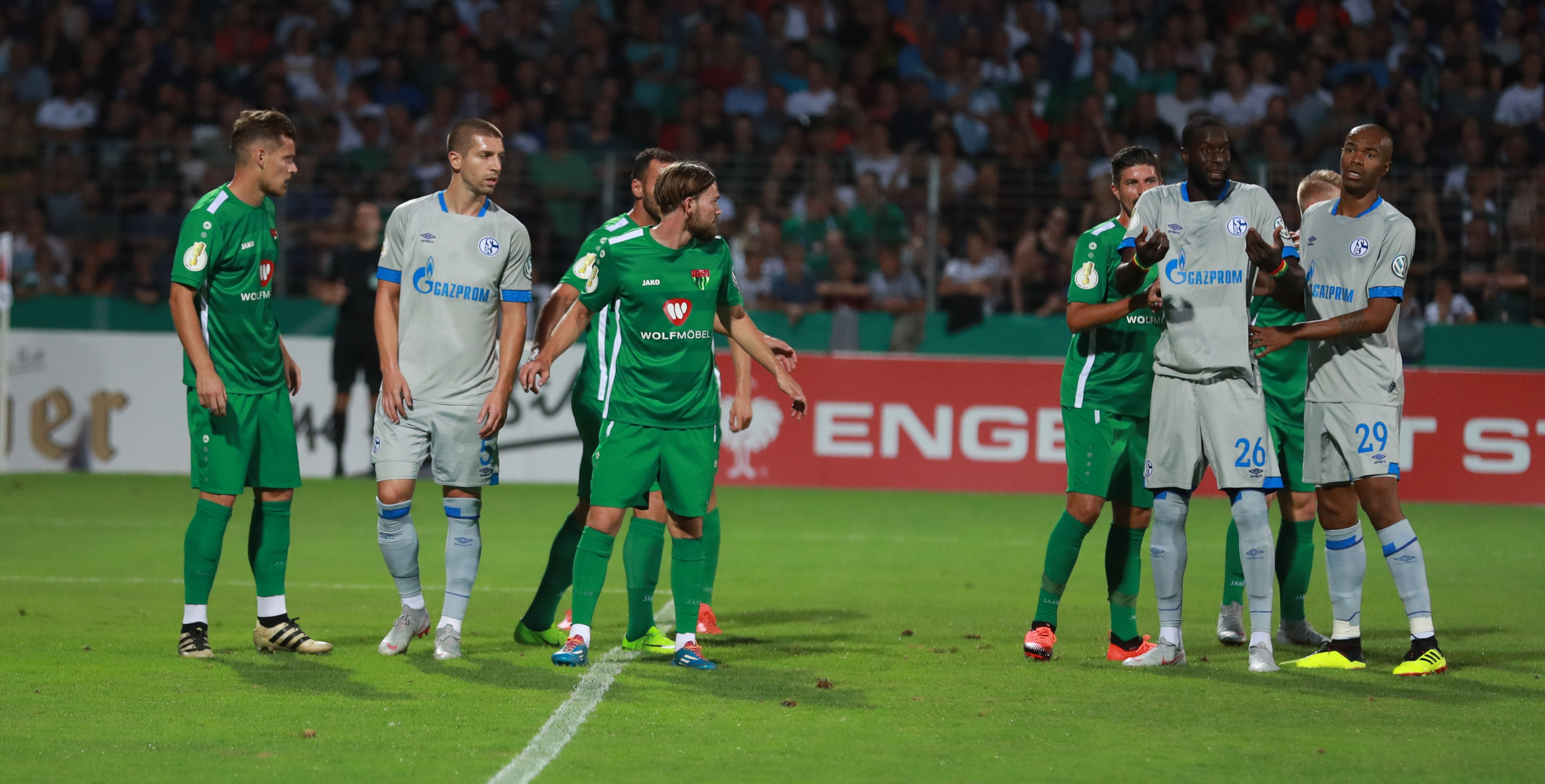
Кубок Германии 2018/19: «Швайнфурт 05» против «Шальке 04» (0:2)

«Швайнфурт» провёл успешный сезон 2016/17, закончив его на 8 месте и выиграв Кубок Баварии, одолев в финале «Ваккер» (Бургхаузен) со счётом 1:0 и выйдя в Кубок Германии . В сезоне 2017/18 команда стала третьей в чемпионате, не сумев помешать «Мюнхену 1860» стать чемпионом. В первом раунде Кубка Германии 2017/18 «Швайнфурт 05» обыграл «Зандхаузен» из Второй Бундеслиги, но разгромно уступил франкфуртскому «Айнтрахту» со счётом 0:4. Обыграв «Байройт» 3:1, команда защитила Кубок Баварии. В сезоне 2018/19 перед клубом была поставлена задача выхода в Третью лигу, однако он финишировал лишь четвёртым. В первом раунде Кубка Германии 2017/18 «Швайнфурт» уступил вице-чемпиону Германии и участнику Лиги чемпионов «Шальке 04».
Из-за пандемии COVID-19 в Германии сезон Региональной лиги 2019/20 был продлён до весны 2021 года. В июле 2020 года лидер таблицы, «Тюркгюджю Мюнхен» вышел в Третью лигу, а второе место лиги, «Швайнфурт 05», получил право выступления в Кубке Германии 2020/21, где клуб снова уступил «Шальке 04» со счётом 1:4 . Весной 2021 года «Швайнфурт 05» наконец-то выиграл долгожданное чемпионство Региональной лиги, обыграв в плей-офф «Байройт» и «Викторию» (Ашаффенбург). Однако клуб уступил «Хавелсе» в стыковых матчах и не вышел в Третью лигу. В следующих трёх розыгрышах Региональной лиги «Швайнфурт» заканчивал сезон в середине таблицы.
В сезоне 2024/25 «Швайнфурт 05» выиграл Региональную лигу «Бавария» и вышел в Третью лигу Германии.

## Достижения
| - Гаулига «Бавария» - Чемпион (2): 1938/39, 1941/42 - Вице-чемпион (2): 1936/37, 1942/43 - Региональная лига «Юг» - Чемпион: 1965/66 - Баварская лига - Чемпион (3): 1989/90, 1997/98, 2012/13 (Север) - Вице-чемпион (2): 1981/82, 1988/89 - Региональная лига «Бавария» - Чемпион (2): 2020/21, 2024/25 - Ландеслига «Бавария-Север» - Чемпион (3): 1983/84, 1985/86, 2006/07 - Вице-чемпион: 2009/10 - Ландеслига «Бавария-Северо-Запад» - Чемпион: 2016/17 | - Кубок Германии - Полуфинал: 1936 - Кубок Южной Германии - Победитель (3): 1933, 1957, 1958 - Кубок Баварии - Победитель (3): 1933, 2016/17, 2017/18 - Кубок Нижней Франконии - Победитель (5): 1927, 1963, 1996, 2006, 2009 |

## Стадион

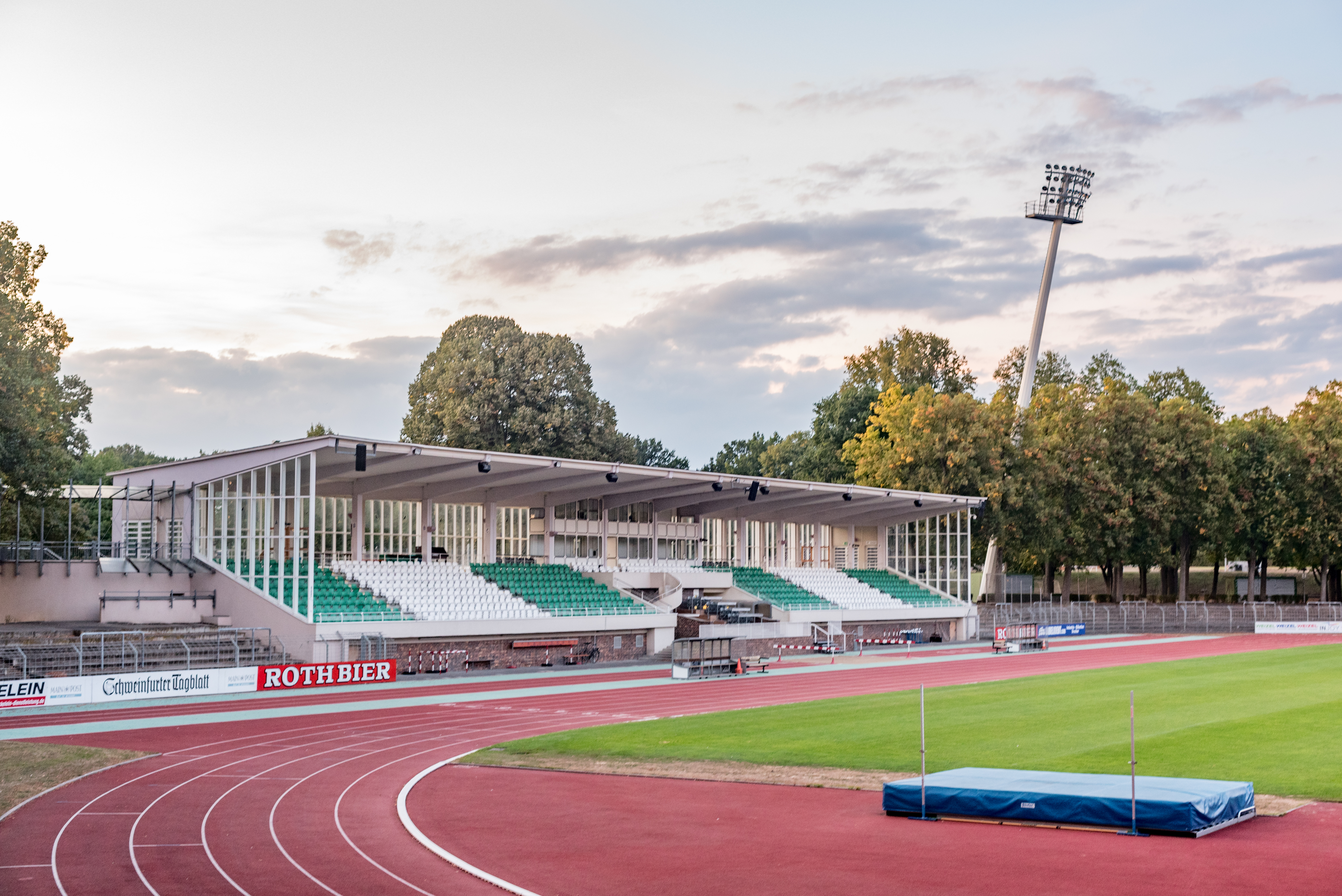
Главная трибуна «Закс-Штадиона» (2019)

Стадион на Людвигсбрюкке после нескольких лет выступления «Швайнфурта 05» становился всё менее пригодным для проведения соревнований. В конце концов местный промышленник Вилли Закс пожертвовал городу новый футбольный стадион с привилегированным правом «Швайнфурта 05» на использование. Новый «Вилли-Закс-Штадион» (нем. Willy-Sachs-Stadion) был построен архитектором Паулем Бонацем и открыт 23 июля 1936 года в присутствии высших должностных лиц Третьего Рейха. Первый матч на стадионе прошёл три дня спустя между «Швайнфуртом» и чемпионом Германии 1935 года, «Шальке 04», и закончился со счётом 2:2. Рекордная посещаемость была зафиксирована в 1954 году на матче против «Кайзерслаутерна» и составила 22 500 человек.
Текущая вместимость стадиона — 15 060 мест, из них 860 мест сидячие на главной трибуне. Кроме футбола на стадионе могут проводиться соревнования по лёгкой атлетике. В 2001 году были установлены прожекторы для соответствия требованиям Второй Бундеслиги.
Стадион признан памятником и охраняется соответствующими законами. Вследствие нацистской принадлежности Вилли Закса в июне 2021 года городской совет принял решение переименовать стадион в Закс-Штадион в знак признания вклада бывшей компании Fichtel & Sachs в развитие Швайнфурта.

### Новый стадион
Ввиду амбиций клуба по повышению в классе и выступлению в профессиональных лигах, где требования к стадионам более строгие, городская администрация заказала технико-экономическое обоснование строительства нового стадиона в Швайнфурте . Немецкая архитектурная фирма AS+P предложила два места для нового стадиона вместимостью 15 000 мест — одно на месте бывшего гарнизона армии США, а другое — рядом с текущим стадионом.

## Основной состав
| 1  | Флаг Германии | Вр  | Эмиль Цорн                               | 2006 |  |  |  |  |  |
| 24 | Флаг Германии | Вр  | Нико Штефан                              | 2000 |  |  |  |  |  |
| 31 | Флаг Германии | Вр  | Лукас Шнеллер (в аренде из «Баварии II») | 2001 |  |  |  |  |  |
|    |               |     |                                          |      |  |  |  |  |  |
| 2  | Флаг Германии | Защ | Ник Докторчик                            | 2005 |  |  |  |  |  |
| 4  | Флаг Германии | Защ | Кевин Фризоргер                          | 2000 |  |  |  |  |  |
| 5  | Флаг Германии | Защ | Макс Вольф                               | 1999 |  |  |  |  |  |
| 6  | Флаг Германии | Защ | Лукас Целлер                             | 2000 |  |  |  |  |  |
| 7  | Флаг Германии | Защ | Леонард Лангханс                         | 1998 |  |  |  |  |  |
| 8  | Флаг Германии | Защ | Томас Майснер                            | 1991 |  |  |  |  |  |
| 18 | Флаг Германии | Защ | Лука Трслич                              | 2001 |  |  |  |  |  |
| 19 | Флаг Германии | Защ | Нильс Пивернец                           | 2000 |  |  |  |  |  |
|    |               |     |                                          |      |  |  |  |  |  |
| 3  | Флаг Германии | ПЗ  | Девин Англебергер                        | 2003 |  |  |  |  |  |
| 9  | Флаг Германии | ПЗ  | Патрик Хофман                            | 1992 |  |  |  |  |  |
| 11 | Флаг Германии | ПЗ  | Валентин Шмитт                           | 2006 |  |  |  |  |  |

| 13 | Флаг Германии           | ПЗ  | Кристиан Бёнляйн (капитан)              | 1990 |  |  |  |  |  |
| 14 | Флаг Германии           | ПЗ  | Мартин Томан                            | 1994 |  |  |  |  |  |
| 15 | Флаг Германии           | ПЗ  | Кевин Фери                              | 1994 |  |  |  |  |  |
| 21 | Флаг Германии           | ПЗ  | Лаурис Баузенвайн                       | 2005 |  |  |  |  |  |
| 22 | Флаг Германии           | ПЗ  | Том Фойльнер                            | 1998 |  |  |  |  |  |
| 23 | Флаг Северной Македонии | ПЗ  | Спасе Арсов                             | 2005 |  |  |  |  |  |
| 25 | Флаг Германии           | ПЗ  | Элиас Венер                             | 2005 |  |  |  |  |  |
| 29 | Флаг Германии           | ПЗ  | Фабио Бозешан                           | 2000 |  |  |  |  |  |
| 33 | Флаг Германии           | ПЗ  | Йозуа Эндрес                            | 1997 |  |  |  |  |  |
| 35 | Флаг Германии           | ПЗ  | Юлиан Кудала (в аренде из «Ульма 1846») | 2002 |  |  |  |  |  |
|    |                         |     |                                         |      |  |  |  |  |  |
| 10 | Флаг Германии           | Нап | Михаэль Деллингер                       | 1993 |  |  |  |  |  |
| 17 | Флаг Германии           | Нап | Якоб Транциска                          | 2001 |  |  |  |  |  |
| 36 | Флаг Германии           | Нап | Маркус Айнзидлер                        | 1989 |  |  |  |  |  |
| 37 | Флаг Германии           | Нап | Себастьян Мюллер                        | 2001 |  |  |  |  |  |